# Petite rue des Tanneurs
La petite rue des Tanneurs est une voie de la commune française de Colmar.

## Situation et accès
Cette voie de circulation, d'une longueur de 75 m, se trouve dans le quartier centre.
On y accède par la rue de la Montagne-Verte et la place de l'Ancienne-Douane.
Cette voie n'est pas desservie par les bus de la TRACE.